# كييل إنجي اولسن
كييل إنجي اولسن (بالنرويجية البوكمول: Kjell Inge Olsen)‏ هو لاعب كرة قدم ومدرب كرة قدم نرويجي، ولد في 26 سبتمبر 1961.